# Dürrwangen
Dürrwangen est une commune (Markt) allemande de Bavière, située dans l'arrondissement d'Ansbach, dans le district de Moyenne-Franconie.

## Géographie

Situation de Dürrwangen dans l'arrondissement d'Ansbach

Dürrwangen est située à sur la rivière Sulzbach, affluent de la Wörnitz, à 6 km au nord-est de Dinkelsbühl, à 8 km au sud-est de Feuchtwangen et à 30 km au sud-ouest d'Ansbach.
Communes limitrophes (en commençant par le nord et dans le sens des aiguilles d'une montre) : Feuchtwangen, Dentlein am Forst, Langfurth, Dinkelsbühl et Schopfloch.
La commune regroupe 16 quartiers, villages et hameaux dont les plus importants sont :
- Dürrwangen, 1 463 habitants ;
- Halsbach, 382 habitants ;
- Haslach, 348 habitants ;
- Sulzach, 124 habitants.

## Histoire
La première mention écrite de Dürrwangen date du 31 décembre 1258 sous le nom de Durnewanc. C'est lors de sa donation à l'évêché d'Eichstätt, le 3 mars 1262 qu'apparaît pour la première fois le château de Dürrwangen.
De 1433 à 1796, Dürrwangen est sous la domination des comtes d'Oettingen. Pendant, la Guerre des Paysans allemands en 1525, le château est pillé. À la fin de la Guerre de Trente Ans, la ville fait retour au catholicisme.
En 1796, Dürrwangen passe à la principauté d'Ansbach et intègre avec celle-ci le royaume de Bavière en 1806. Dürrwangen rejoint alors l'arrondissement de Dinkelsbühl.
Durant les réformes administratives des années 1970, plusieurs communes fusionnent avec Dürrwangen :
- 1969, Sulzach ;
- 1971, Halsbach, Neuses ;
- 1978, Haslach.

## Démographie
Marché de Dürrwangen seul :
| 1910 | 1933  | 1939  |
| ---- | ----- | ----- |
| 883  | 1 266 | 1 225 |

Marché de Dürrwangen dans ses limites actuelles :
| 1910  | 1933  | 1939  | 2003  | 2009  |
| ----- | ----- | ----- | ----- | ----- |
| 1 563 | 1 969 | 1 908 | 2 649 | 2 590 |

## Monuments
- Château de Dürrwangen, parties les plus anciennes du IXe siècle, logis baroque du XVIIIe siècle ;
- Église Maria Immaculata, chœur gothique ;
- Hôtel de Ville (Rathaus) du XVIIIe siècle.